# John Sturrock
John Sturrock   (Weymouth, 20 de març de 1915 - Weymouth, 20 de juliol de 1974) OBE fou un remer anglès que va competir durant la dècada de 1930.
El 1936 va prendre part en els Jocs Olímpics de Berlín, on guanyà la medalla de plata en la prova del quatre sense timoner del programa de rem. Formà equip amb Thomas Bristow, Alan Barrett i Peter Jackson.
En el seu palmarès també destaca una medalla d'or als Jocs de l'Imperi Britànic de 1938.